# ويليام هودغ
ويليام هودغ هو سياسي أمريكي، ولد في 1762، وتوفي في 25 سبتمبر 1814 في واشنطن في الولايات المتحدة. نشط حزبياً في الحزب الجمهوري الديمقراطي. وقد انتخب عضو مجلس نواب بنسيلفانيا ‏ وانتخب عضو مجلس النواب الأمريكي ‏.